# Raúl Páez
Raúl Páez (26 de maio de 1937) é um ex-futebolista argentino que competiu na Copa do Mundo FIFA de 1962.

## Carreira
Páez começou sua carreira em 1958 no San Lorenzo. Com o San Lorenzo, ele venceu a Primeira Divisão Argentina de 1959 e participou da Copa Libertadores de 1960, onde chegou às semifinais antes de ser eliminado pelo Peñarol.
Enquanto estava no San Lorenzo, Páez foi convocado pela Seleção Argentina para a Copa do Mundo de 1962 no Chile, onde foram eliminados na fase de grupos. Páez jogou nas partidas contra a Inglaterra e a Bulgária.
Páez ficou no San Lorenzo até 1967 quando se transferiu para o Quilmes, onde se aposentou após a temporada de 1968. No total, ele jogou 222 partidas no campeonato argentino e marcou 3 gols.

## Títulos
- Campeonato Argentino: 1959